# 武州銀行

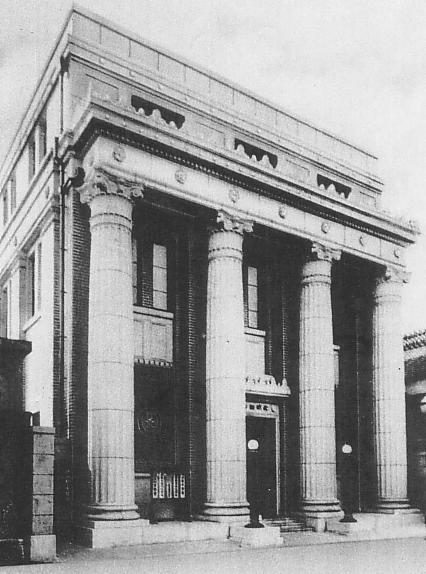
武州銀行本店

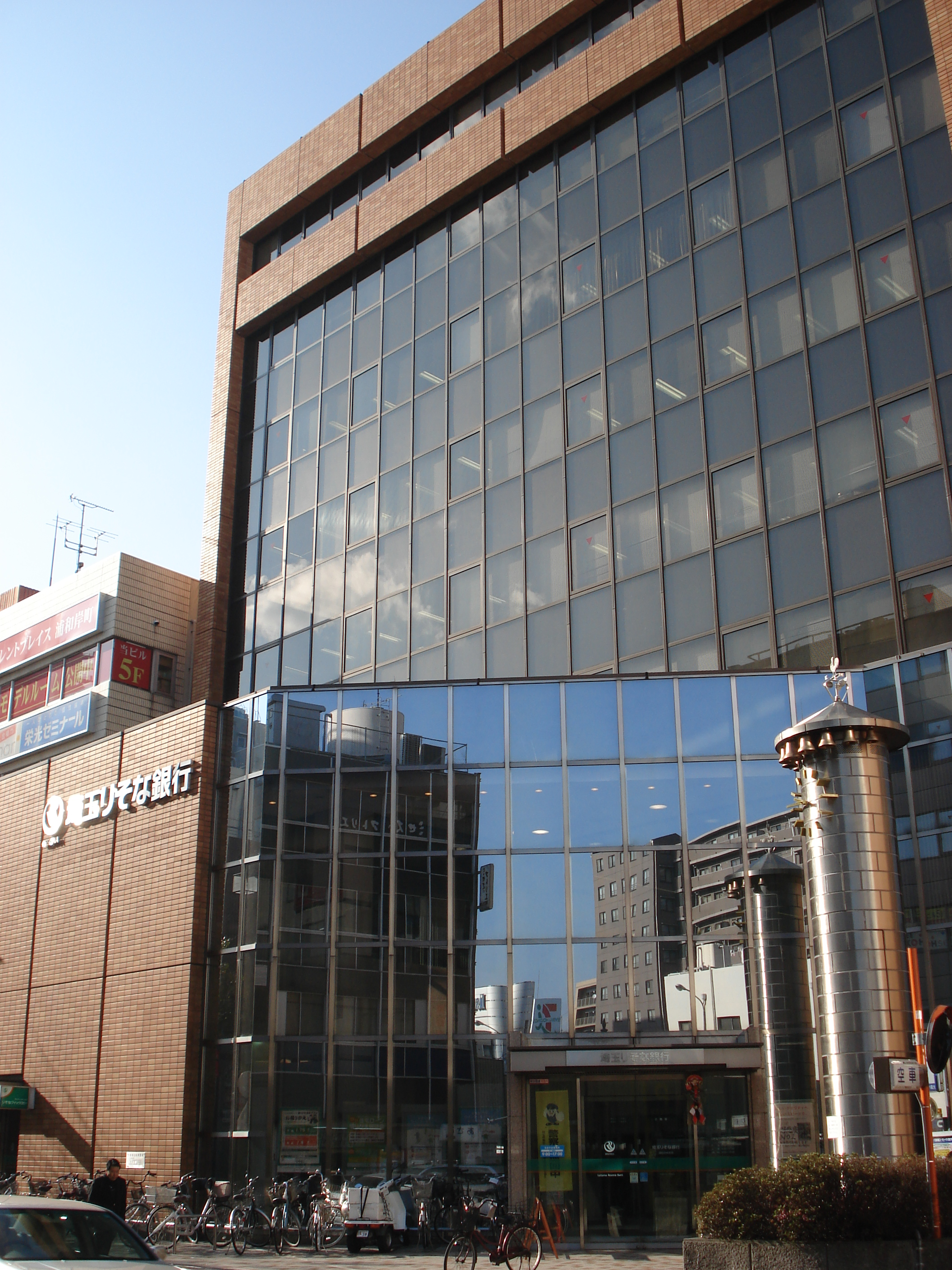
武州銀行本店跡地に建つ浦和中央支店

武州銀行（ぶしゅうぎんこう）は、大正7年（1918年）11月に埼玉県北足立郡浦和町（のちの浦和市）に設立された銀行。本店のあった場所（さいたま市浦和区高砂2-9）には現在埼玉りそな銀行浦和中央支店がある。

## 沿革

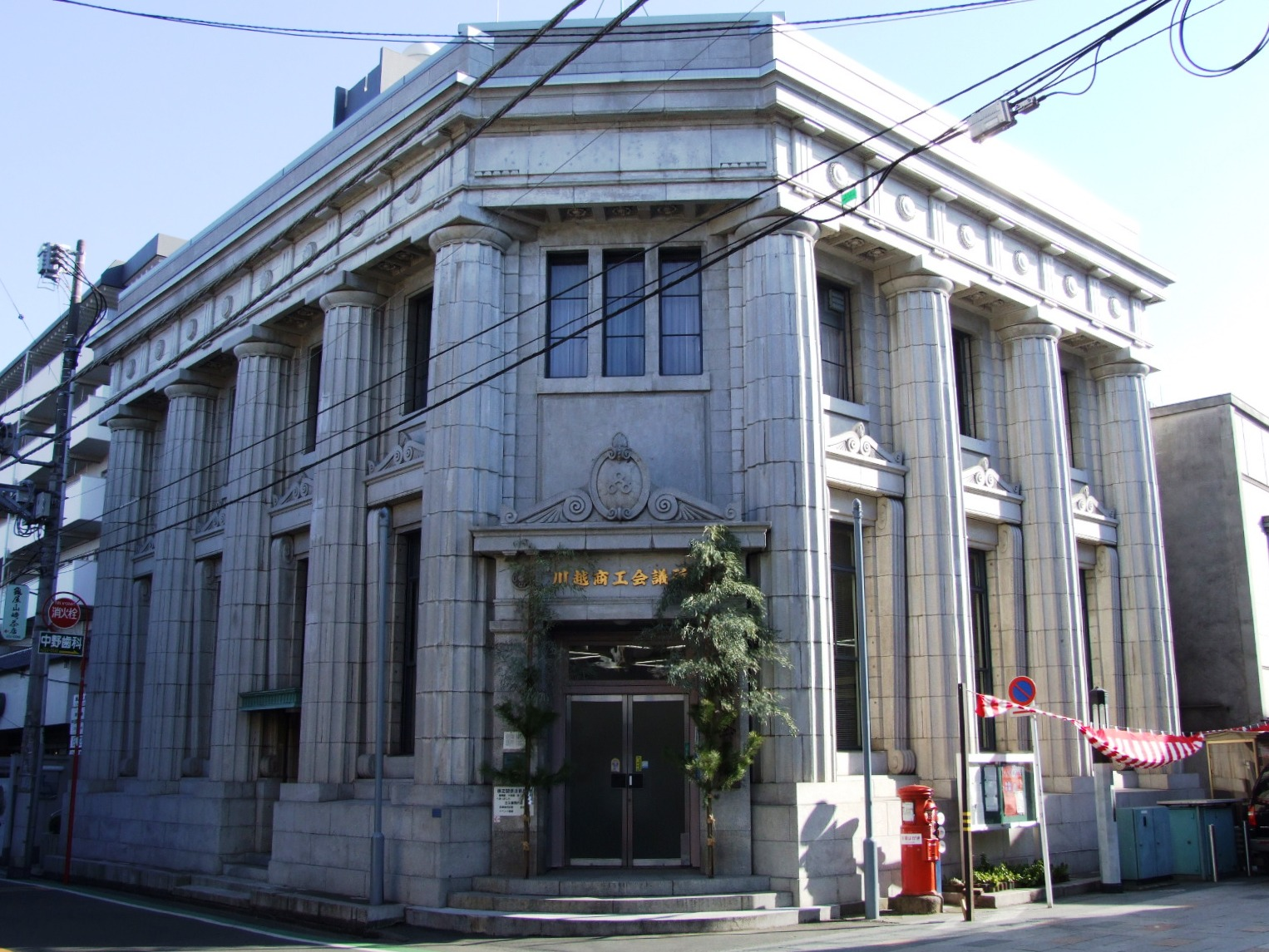
旧武州銀行川越支店。（現・川越商工会議所）

1918年（大正7年）当時、埼玉県下の銀行は合計106に上る銀行の本支店が散在し、小規模で相互の連絡もなく運営され、県内の金融調整はほとんど行われていなかった。このため、埼玉県知事岡田忠彦や県会議員飯野喜四郎らから有力な全県的銀行を作る構想が打ち出された。
1918年（大正7年）8月、発起人会を開催し、行名を武州銀行、資本金500万とすることが決議された。同年11月創立総会を開き、1919年（大正8年）1月から営業を開始した。
初代頭取は、渋沢栄一の甥の尾高次郎。同じく栄一の甥の大川平三郎も頭取を務めた。尾高は子沢山で、大川に鉄雄を養子に出している。鉄雄は山陽パルプ社長と日本フェルト工業（現・日本毛織）の社長を務めた。
大正9年（1920年）には粕壁銀行と、大正10年には川越商業銀行と、大正11年には豊岡町（現入間市）の黒須銀行と合併するなど合併を繰り返し拡大した。
昭和18年（1943年）7月、戦時統制で、当行と、川越市に本店を構える旧国立銀行の八十五銀行、忍町（現在の行田市）に本店を構える忍商業銀行、飯能町（現在の飯能市）に本店を構える飯能銀行が大合併し、埼玉銀行（現・埼玉りそな銀行）となり、武州銀行は消滅した。
幼少期を川越で過ごした澁澤龍彦は、父親が武州銀行川越支店長だった。
2018年11月、武州銀行100周年を祝い、浦和中央支店とさいたま営業部の創立100周年記念式典が行われた。さいたま市長など関係者約200人が出席した。

## 年表
- 1918年11月6日 - 武州銀行を設立。
- 1919年（大正8年）1月 - 営業開始[1]。
- 1920年6月 - 粕壁銀行を合併する。
- 1921年10月 - 熊谷銀行を合併する。
- 1921年12月 - 川越商業銀行及び本庄商業銀行を合併する。
- 1922年5月 - 黒須銀行を合併する。
- 1926年4月 - 大宮商業銀行を合併する。
- 1928年12月 - 入間銀行を飯能銀行と分割買収する。
- 1937年6月 - 加須銀行を合併する。
- 1943年7月 - 武州銀行、忍商業銀行、第八十五銀行、飯能銀行が合併し、新たに埼玉銀行が誕生。